# 孔德班巴區
7°34′25″S 78°04′11″W / 7.5736°S 78.0696°W
孔德班巴區（西班牙語：Distrito de Condebamba），是秘魯的一個區，位於該國北部卡哈馬卡大區的卡哈班巴省，始建於1855年2月11日，面積204.6平方公里，海拔高度2,829米，2005年人口14,214，人口密度每平方公里69人。